# Evangelische Kirche Geismar (Fritzlar)

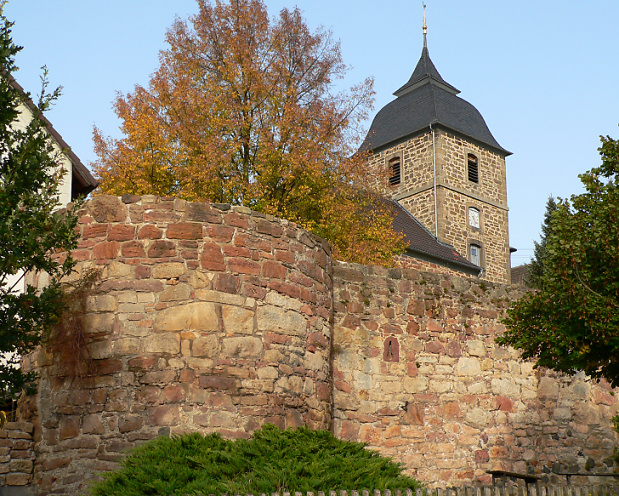
Evangelische Kirche Geismar

Die Evangelische Kirche Geismar ist ein denkmalgeschütztes Kirchengebäude, das im Stadtteil Geismar von Fritzlar im Schwalm-Eder-Kreis (Hessen) steht. Die Kirchengemeinde gehört zum Kirchenkreis Schwalm-Eder im Sprengel Marburg der Evangelischen Kirche von Kurhessen-Waldeck.

## Beschreibung
Die heutige Kirche ist der Nachfolgebau einer hier zuvor errichteten mittelalterlichen Wehrkirche, an deren Chorturm in den Jahren 1743 bis 1744 nach Westen nach einem Entwurf von Giovanni Ghezzi ein neues barockes Kirchenschiff angebaut wurde. Der Kirchturm ist mit einer gebrochenen spitzen Haube, das Kirchenschiff mit einem Satteldach bedeckt. Der Innenraum hat Emporen über hölzernen Arkaden. Die Kirchenausstattung stammt aus der Bauzeit.